# 조용기
조용기(趙鏞基, 1936년 2월 14일 ~ 2021년 9월 14일)는 대한민국의 개신교
여의도 순복음교회의 목사이다. 세계 최대 교회인 여의도순복음교회를 설립하였고, 원로목사로 재직중 2021년 9월 14일, 1년여에 걸친 뇌출혈로 투병중 서울대병원에서 별세하였다. 본관은 함안이며, 울산 출신이다.

## 약력
- 1958년 순복음 신학교(現 한세대, 당시2년제) 수료
- 1958년 대조동순복음교회(불광동) 최자실전도사와 공동으로 천막교회 설립
- 1959년 천막성전 건립 및 확장(성도 50명)
- 1960년 순복음중앙부흥회관 준공, 헌당예배)
- 1960년 조용기 전도사 목사 안수
- 1965년 조용기 목사, 김성혜 사모와 결혼
- 1966년 기독교대한 하나님의 성회 총회장 (~ 1978년)
- 1968년 국민대학교 법과대학 학사 학위
- 1968년 미국 베다니 성서대 명예신학박사
- 1976년 국제교회성장연구원 (C.G.I) 총재
- 1978년 미국 캘리포니아 성서대 명예문학박사
- 1988년 국민일보 이사장, 회장
- 1989년 한국기독교총연합회 고문
- 1990년 미국 리전트대 명예목회학박사
- 1999년 사단법인 선한사람들 (NGO) 이사장
- 2004년 재단법인 아가페(기독교교도소) 대표고문
- 2008년 재단법인 사랑과행복나눔 이사장
- 2010년 출산장려국민운동본부 총재
- 2010년 국민일보 회장 겸 발행인
- 2011년 재단법인 영산조용기자선재단 이사장
- 2021년 9월 14일, 서울대병원에서 별세[2]

## 행적
그는 학교 근처의 미군 기지에 자주 다니기 시작했고, 친구였던 병사들로부터 영어를 배웠다. 그는 영어를 빨리 익혀, 육군 기지 사령관의 통역이 되었고, 또한 학교 교장의 통역이 되었다.하나님이 그를 목사로 부르시는 것을 감지한 조씨는 미국 전도사 켄 타이즈의 통역관으로 일하기 시작했다. 1956년 서울 순복음성경대학에서 신학을 공부하는 장학금을 받았다. 그러던 중 장모이자 측근이 된 최자실목사를 만났다. 1958년 3월에 졸업했다. 조용기 원로목사는 한국과 세계를 대표하는 세계적인 영적 거장이다. 그는 세계 최대의 교회의 여의도 순복음교회를 창립하고 이끌어 오셨으며 세계를 100여 차례를 돌며 선교사역을 감당 해왔다.
그는 여의도순복음교회에서 50년이 넘도록 목회생활을 감당하고 있으며, 오산리 최자실 금식 기도원과 한세대학교, 엘림복지타운, 국민일보, 심장병 어린이 돕기, 미자립농어촌교회 돕기, NGO 사역과, 사랑과 행복 나눔 재단을 설립하여 어려운 이웃들을 돕고 섬기고 있다. 영산을 통해서 여의도순복음교회가 진행하고 있는 영적 사업은 이루 말 할 수 없을 만큼 많다.
이러한 큰 교회를 세워 하나님 나라의 사명을 감당해 나갈 수 있는 에너지는 어디에서 나오는 것인가? 여러 요인이 있겠지만, 가장 중요한 요인은 그가 제시하는 4차원의 영성에 있다고 생각한다.
조용기 목사은 4차원의 영성에 가장 기초되는 생각, 믿음, 꿈, 말의 네 가지 요소를 통하여 영성훈련을 해 나갈 때 우리의 인생이 변화 된다고 주장한다. 보이지 않는 4차원의 세계의 변화를 가져오게 될 보이는 세계인 3차원의 변화를 주장하는 것이다.
영산은 늘 기도와 말씀을 통해서 하나님을 만나며 성령과의 인격적인 교제와 충만함을 통해서 그는 선교사역과 치유사역과 전인구원과 봉사의 사역을 잘 감당하며 교회를 확장시켜 왔다.

예전에 옥한흠 목사님이 저를 찾아와 안수기도를 부탁했습니다. 성령의 은혜를 받으려고 미국으로 가려 하는데 눈앞에 성령의 은혜가 있다는 음성을 듣고 저를 찾아 왔다는 겁니다. 사명을 완수하기 위해서는 성령의 은사가 필요한데 자신은 사람을 회개 감화시키는 은사를 갖고 싶다고 해요. 둘이서 무릎을 꿇고 기도했습니다. 옥 목사님은 뜻을 다 이루지 못하고 천국에 갔습니다. 제가 장례식장에 가서 참 많이 울었습니다. 그의 말에 귀를 기울여야 합니다. 교회나 목회자들이 사명과 은사를 받도록 전력을 기울인다면 한국교회와 세계는 달라질 것입니다.”

## 생애
조용기는 1936년 2월 14일 대한민국 경상남도 울산군 삼남면 교동리에서 아버지 조두천과 어머니 김복선의 5남 4녀 중 맏아들로 태어났다. 부산공업고등학교 재학 중인 17세이던 2학년 때 폐결핵으로 인하여 죽음을 눈앞에 두다가 고향 울산 진장에 내려가 휴양을 하며 부산으로 통원 치료를 받았다.1956년 서울로 올라와서 순복음 신학교에 수석으로 입학하였다. 그러던 가운데 같은 학교에서 만난 최자실 목사의 딸 김성혜와 1965년 3월 1일 결혼하였고 3명의 자녀를 두었다.
조용기 목사는 20세에 대조동 천막촌에서 최자실 전도사와 공동으로 목회를 시작하여, 교인 약 78만 명에 이르는, 세계 개신교 최대 교회인 여의도 순복음교회의 당회장 목사로 목회했다. 일본어, 영어에 능숙하며, 해외에서의 오순절교회 선교활동을 통해 개신교 선교에 공헌했다. 2008년 5월, 당회장 목사로서의 임기를 마쳤고, 이후 여의도순복음교회 원로 목사로서 활동하였다. 
조용기목사는 2021년 9월 14일, 1년여에 걸친 뇌출혈로 투병중 서울대병원에서 세상을 떠났다.

## 목회 활동
조용기목사는 일어, 영어에 능숙해 해외에서의 오순절교회 선교활동을 통해 개신교 선교에 공헌했다. 
그의 나이 20세에 불광동 천막촌에서 전도사로 목회를 시작하여, 현재는 교인 약 81만명에 이르는 여의도 순복음교회의 위임목사로 목회활동으로 이름을 알렸다. 
조용기 목사가 속한 기독교 대한 하나님의 성회 헌법에 따르면 담임 목사의 정년은 70세이며, 교회가 원할 경우 75세까지 연장할 수 있도록 되어 있다. 그는 2006년 2월 14일로 정년을 맞게 되었는데, 교회가 정년 연장을 압도적인 찬성률(99.7%)로 찬성했음에도 불구하고 정년 퇴임하겠다는 의사를 밝혔다. 그러나 2006년 1월1일 첫 예배에서 조용기 목사는 성도들의 줄기찬 요구를 차마 떨치지 못했다며 은퇴를 번복하고 목회활동을 좀 더 이어나간다고 밝혔다.
평소 반공을 지론으로 삼았으나 최근들어 대북관이 변화하여 북한에 인도적 지원에 나서 , 2007년 평양에 조용기 심장병원을 설립하기도 하였다.
조용기 목사님 최고의 설교말씀
요한3서2절 영혼이 잘됨같이 범사에 잘되며 강건하고 생명을 얻되 풍성히 얻음을 여의도순복음교회 성도들 뿐만 아니라 전국성회 와 해외성회를 통해 있는 성도들에게 전하고 바라보게 하고 믿게 하고 꿈꾸게 하고 말하게 해줬다 
- 뉴욕, 5월18일 '조용기 목사의 날' 선포

미국 뉴욕시가 조용기 목사(여의도순복음교회 담임)의 뉴욕성회를 기념해 5월 18일(현지시간)을 '조용기 목사의 날'로 제정했다
- 한반도 평화와 통일을 위해 기독교계는 어떤 노력을 해야 하는가. 여의도순복음교회의 역할도 중요하다.

“한반도 평화는 시대적 요청이다. 트럼프 대통령이나 문재인 대통령, 김정은 위원장이 주도하는 게 아니다. 역사의 주관자인 하나님께서 이 시대에 그의 뜻을 이루기 위해 한반도 평화를 선물로 주실 것이라 확신한다. 앞으로 있을 북·미회담이 좋은 결과를 도출해 여의도순복음교회가 기도하고 있는 평양심장병원 공사가 재개되고 올 연말이 되기 전에 준공식을 개최하는 날이 오기를 희망한다. 꿈과 희망이긴 하지만 이루어질 것으로 생각한다.”
재단법인 순복음선교회는 조용기 원로목사가 총재, 이영훈 위임목사가 이사장을 맡고 있는 교회 산하 기관으로, 지난 2007년 9월과 10월 북한 조선그리스도교연맹과 계약서, 합의서를 체결하고 같은 해 12월 ‘조용기심장병원’을 착공했다.
2021년 6월 25일 조용기심장병원이 북한에서 완공되었다. 심병장환자및 북한선교를 위해 조용기 목사는 수고했다.
- 40년 목회 여정을 걸어오셨다. 목회가 무엇이라 보는가.

“돌아가신 모친께서는 생전에 매주 토요일이면 전화를 주셨다. 그때마다 이렇게 말씀하셨다. ‘목회는 하나님의 일이다. 너는 겸손해라. 기도하고 주님께 맡겨라.’ 그렇다. 목회는 하나님의 일이다. 목회자는 그저 심부름하는 사람이다. 하나님의 일이란 성도로 부르신 사람들을 하나님의 사람답게 만드는 일이다. 예수님의 제자로 만드는 일이 목회다. 예수를 모르는 사람들에게 복음을 전해 그들이 구원받게 하고 예수 닮은 사람으로 바꿔놓는 게 목회다. 이는 평생 사역이다.”
- 여의도순복음교회나 목사님의 북한 방문이 계획돼 있는가.

“평양심장병원 건축 재개가 확정되면 이른 시일 내 북한을 방문해 공사 현장을 돌아보고 근로자들도 격려하고자 한다. 아울러 진정한 통일을 원한다면 넓은 마음과 포용, 배려가 필요하다는 것을 국민들에게 말하고 싶다. 남북관계가 평화롭기 위해선 서로 배려하며 상호 체제를 인정해야 한다. 남북이 끝까지 적국이라고 생각한다면 한반도 평화는 요원할 뿐이다. 체제와 사상이 달라도 그들은 같은 민족이다. 모든 장벽을 뛰어넘어 하나가 돼야 한다는 마음가짐이 필요하다.”

## 상훈
- 1982년 대통령 표창(내무부) - 홀트학교 건립기금 및 장애아동 복지사업
- 1994년 적십자헌혈유공자 금장(대한적십자사)
- 1995년 제1회 환경대청상 금상(한국기독교환경대책협의회)
- 1996년 국민훈장 무궁화장(보건복지부) - 심장병 어린이 시술지원 및 소년소녀가장 돕기
- 2005년 더 패밀리 오브 맨 메달리온 상 The Family Of Man (미국 뉴욕기독교교회협의회)
- 2007년 자랑스런 한국인 인증서 수여 (미연방 의회)

## 저서
- 평신도를 위한 요한계시록강해 - 서울서적. 1976.
- 오늘의 만나(전 2집) - 서울말씀사. 1978.
- 행복한 사람 - 영산출판사. 1980.
- 말씀과 믿음(전 3권) - 서울서적. 1981.
- 로마서 강해 - 서울말씀사. 1982.
- 갈라디아서 강해 - 서울서적. 1983.
- 가난해야 좋은 신자인가? - 영산출판사. 1983.
- 하나님께서 높이시는 사람 - 서울서적. 1984.
- 조용기 에세이 절대절망 절대희망 - 금하. 1984.
- 골로새서 강해 - 서울서적. 1984.
- 에베소서 강해 - 서울서적. 1984.
- 빌립보서 강해 - 서울서적. 1984.
- 오늘의 양식(전 2권) - 서울서적. 1984.
- 사랑이 없으면 무슨 소용이 있나 - 서울서적. 1984.
- 야고보서 강해 - 서울서적. 1985.
- 희망을 향하여 행진하라 - 서울서적. 1985.
- 구약 성경공부(전 6권) - 서울서적. 1985.
- 네가 낫고자 하느냐? - 서울서적. 1985.
- 조용기 목사 설교예화(전 2권) - 서울서적. 1986.
- 고난을 딛고 서라 - 서울서적. 1986.
- 삶의 궁극적 의미 - 서울서적. 1986.
- 당신의 기도를 진단해 보라 - 서울서적. 1987.
- 새벽의 명상 - 서울서적. 1987.
- 목회서신 강해: 디모데전·후서, 디도서 - 서울서적. 1988.
- 베드로 전·후서 강해 - 서울서적. 1989.
- 요한1·2·3서, 유다서 강해 - 서울서적. 1989.
- 하나님의 눈 사람의 눈 - 서울서적. 1990.
- 고린도후서 강해 - 서울서적. 1990.
- 평신도를 위한 다니엘서 강해 - 서울서적. 1990.
- 데살로니가 전·후서 강해 - 서울서적. 1991.
- 승리의 생활 - 서울서적. 1991.
- 사도행전 강해(전 2권) - 서울서적. 1991.
- 하나님의 말씀(전 6권) - 서울서적. 1991.
- 고린도전서 강해 - 서울서적. 1992.
- 삶과 기쁨 - 서울서적. 1992.
- 창세기 강해(전 2권) - 서울서적. 1993.
- 어떻게 기도할 것인가[A] - 서울서적. 1993.
- 한국 십대에게 고함[A] - 예루살렘. 1993.
- 나는 이렇게 기도한다 - 서울서적. 1995.
- 교회성장, 진정 원하십니까? - 서울서적. 1995.
- 우리시대의 전도서(전 3권) - 서울서적. 1995.
- 우리시대의 지혜서(전 2권) - 서울말씀사. 1995.
- 조용기목사 설교전집(전 20권) - 서울말씀사. 1996.
- 나는 이렇게 설교한다: 성공적인 목회 설교. 서울말씀사. 1996.
- 목사님, 십일조는 어떻게 드려야 할까요? - 서울말씀사. 1996.
- 4차원의 영적 세계 - 서울말씀사. 1996.
- 일독성경(전 4권) - 서울말씀사. 1996.
- 365일 해설일독성경(전 4권) - 서울말씀사. 1996.
- 365일을 말씀과함께(전 6권) - 서울말씀사. 1996.
- 하나님의 말씀(전 6권) - 서울말씀사. 1996.
- 목사님, 병 고침은 어떻게 해야 받을 수 있나요? - 서울말씀사. 1997.
- 성령론 - 서울말씀사. 1998.
- 기도 - 서울말씀사. 1998.
- 오늘의 말씀(전 4권) - 서울말씀사. 1998~1999.
- 21세기를 선도하는 영적 지도자 - 서울말씀사. 1999.
- 아들아, 네가 험한 길을 살았구나! - 서울말씀사. 1999.
- 누가복음 강해(전 2권) - 서울말씀사. 1999.
- 잠언 강해(전 2권) - 서울말씀사. 1999.
- 산을 옮기는 믿음 불을 내리는 기도 - 서울말씀사. 1999.
- 하나님은 2등도 기억하십니다 - 국민일보. 1999.
- 일대일 양육 교재 - 서울말씀사. 1999.
- 말씀과 믿음 - 서울말씀사. 2000.
- 착하고 충성된 일꾼(전 2권) - 서울말씀사. 2000.
- 꿈꾸는 사람 - 서울말씀사. 2000.
- 하나님의 말씀 문제집: 평신도 성경학교 교재 - 서울말씀사. 2001.
- 믿음의 에너지를 활용하라 - 서울말씀사. 2002.
- 잠언으로 여는 365일(전 2권) - 서울말씀사. 2002~2003.
- 철도원 이야기 - 서울말씀사. 2002.
- 갈릴리 이야기 - 서울말씀사. 2002.
- 하나님의 손에 상처입은 사람 - 서울말씀사. 2002.
- 구역예배공과(전 14권) - 서울말씀사. 2002~2008.
- 은혜로운 주해성경 - 서울말씀사/생명의말씀사. 2002.
- 자다가 깨어날때 - 서울말씀사. 2002.
- 매일 10분 가정예배를 위한 오늘의 양식 1,2월 - 서울말씀사. 2003.
- 믿음의 씨앗 - 서울말씀사. 2003.
- 기독교 교리와 실천 갈라디아서·빌레몬서 - 서울말씀사. 2003.
- 신유론 - 서울말씀사. 2003.
- 예수 그리스도의 세계 - 서울말씀사. 2003.
- 성공하기 원하십니까? - 서울말씀사. 2003.
- 꿈꾸는 토마토 - 서울말씀사. 2003.
- 지렁이 같은 너 야곱아 - 서울말씀사. 2003.
- 쉬운 일독 성경 1~12월 - 서울말씀사. 2003~2004.
- 고난주간 새벽설교 예수여, 예수여! - 서울말씀사. 2003.
- 나귀타신 왕 - 서울말씀사. 2003.
- 순종과 불순종의 역사 사무엘(전 2권) - 서울말씀사. 2003.
- 들풀 - 서울말씀사. 2003.
- 매일 10분 가정예배를 위한 오늘의 말씀(전 6권) - 서울말씀사. 2004.
- 새로운 피조물 6일간의 변화 - 서울말씀사. 2004.
- 불같이 생수같이 - 서울말씀사. 2004.
- 새로운 자화상: 보라 새것이 되었도다 - 서울말씀사. 2004.
- 꿈을 품고 사는 사람 - 서울말씀사. 2004.
- 보혈의 신비 - 서울말씀사. 2004.
- 조용기 목사 칼럼: 창조를 위한 초월 - 서울말씀사. 2004.
- 사계의 노래 - 서울말씀사. 2004.
- 희망목회 45년: 구역 소그룹 이야기 - 교회성장연구소. 2004.
- 천국은 확실히 있다!(번역) - 토마스 주남 저. 서울말씀사. 2004.
- 십자가를 통한 다섯 가지 만남 - 서울말씀사. 2005.
- 천국의 증인 - 서울말씀사. 2005.
- 야훼는 나의 목자시니 - 서울말씀사. 2005.
- 야훼 하나님을 바라보라 - 서울말씀사. 2005.
- 주제별 모범 기도 - 서울말씀사. 2005.
- 살리시는 하나님 - 서울말씀사. 2005.
- 나의 교회성장 이야기 - 서울말씀사. 2005.
- 치료하시는 예수님 - 서울말씀사. 2005.
- 설교는 나의 인생 - 서울말씀사. 2005.
- 일어나 빛을 발하라(옥한흠, 최봉오와 공저) - 두란노서원. 2006.
- 10분 설교 - 서울말씀사. 2006.
- 받은 복과 누리는 복: 조용기 목사의 요약설교 및 예화집 - 서울말씀사. 2007.
- 5분간의 명상 - 서울말씀사. 2007.
- 그래도 사랑해야지: 사랑과 행복 나눔 - 서울말씀사. 2008.
- 행복을 주는 말 - 교회성장연구소. 2009.
- 마음 하늘: 하나님이 머무시는 그 곳 - 교회성장연구소. 2009.
- 예비하시는 하나님 - 서울말씀사. 2010.
- 주 예수여 오시옵소서 - 서울말씀사. 2010.
- 구역예배공과(전 7권) - 서울말씀사. 2010~2013.
- 도약하는 삶 - 서울말씀사. 2010.
- 그래도 사랑합니다(강준민 등 15명과 공저) - 마음의숲. 2010.
- 도우시는 성령님 - 서울말씀사. 2011.
- 내일을 찾는 이들에게 보내는 편지 - 서울말씀사. 2011.
- 신앙생활(이영훈 목사와 공저) - 서울말씀사. 2011.
- 성령님과 함께하는 성공적 구역 - 서울말씀사. 2011.
- 행복한 가정을 이루기 위한 비결 - 서울말씀사. 2011.
- 하늘의 수레를 끄는 기쁨 - 서울말씀사. 2012.
- 행복을 주는 믿음 - 교회성장연구소. 2013.
- 꿈과 성취 - 서울말씀사. 2014.
- 병을 짊어지신 예수님 - 서울말씀사. 2017.
- 신령한 사람 - 서울말씀사. 2018.
- 보고 믿고 말하라 - 서울말씀사. 2014.

## 같이 보기
- 여의도순복음교회
- 최자실
- 김성혜